# جونزالو إسكالانتي
جونزالو إسكالانتي (بالإيطالية: Gonzalo Escalante)‏ (مواليد 27 مارس 1993 - بييا فيستا ، الأرجنتين) لاعب كرة قدم أرجنتيني ، يلعب في مراكز خط الوسط المحوري والدفاعي والجناح الأيمن ، ويلعب حاليًا لنادي إيبار الإسباني.

## روابط خارجية
- جونزالو إسكالانتي على موقع إي إس بي إن إف سي (الإنجليزية)
- جونزالو إسكالانتي على موقع قاعدة بيانات كرة القدم.إي يو (الإنجليزية)
- جونزالو إسكالانتي على موقع Soccerbase.com (لاعب) (الإنجليزية)
- جونزالو إسكالانتي على موقع Soccerway.com (الإنجليزية)
- جونزالو إسكالانتي على موقع عالم كرة القدم.نت (الإنجليزية)
- جونزالو إسكالانتي على موقع AS.com (الإسبانية)